# Los Sims: primera cita
Los Sims: primera cita es la tercera expansión que salió para PC de Los Sims.
En Los Sims: primera cita podremos salir de casa al centro.

## Novedades

### El Centro
El Centro es un nuevo escenario para tus Sims, fuera de casa, en el que podrán ir a todo tipo de lugares: restaurantes, tiendas de ropa, joyerías, parques, y si se posee la expansión House Party, pueden ir a discotecas.
Los lugares son:
- 21 Camino Wright: El Escondrijo de Hedman.

- 22 Camino Wright: Casa Cory.

- 23 Camino Wright: Parcela libre.

- 24 Calle Mayor: Wrensday´s.

- 25 Calle Mayor: Centro urbano "Solana".

- 26 Calle Mayor: Centro comercial "Landgraab".

- 27 Calle Mayor: Plaza de la vieja Granja.

- 28 Calle Mayor: Malecón Barrett.

- 29 Calle Mayor: Playa de SimCity.

- 30 Calle Mayor: Parque memorial "Traseroajado".

En total 10 nuevos solares: 9 vienen con el juego y 1 libre.

### Personajes
- Dependientes:

En los puestos y en las máquinas registradoras podremos encontrar un dependiente diferente.
- El músico:

Nos tocará una romántica canción con su guitarra. Podremos darle propina.
- Recreación:

Maitres, cocineros, ayudantes, camareros, encargado de la mesa de DJ, los barman. también hay unos ciudadanos no controlables nuevos llamados "Urbinos". Todos ellos pertenecen a la familia Urbino. Algunos de ellos tienen motes especiales, como La Bomba Rubia, La Mujer Fatal, El Guay, El Ligón o El Machote.
- La Señora Traseroajado:

Es una señora mayor, con el pelo canoso y educada, pero que intentará a toda arruinar el romanticismo. Si ve besándose dos Sims, a uno de ellos le golpeará con el bolso y le dará una pequeña reprimenda (por ejemplo, te dirá: "consíganse un cuarto", o cosas por el estilo). En Los Sims 2: Noctámbulos también aparece, pero su apellido es Culoprieto.

### Construcción y amueblado
En total suma más de 125 nuevos artículos, algunos de ellos son el Sofá del Amor, un pequeño estanque donde podremos dar de comer a los pececillos, pescarlos o conducir un barco (todo ello comprándolo en una estación que debe haber cerca de ellos), un puesto de helados, un puesto de comida rápida y precocinada, la cesta de pícnic (que podemos comprar en el edificio mencionado anteriormente) o el balancín de los enamorados. Además podemos colocar altavoces por todo el solar, para dar un toque más formal o invitar a la compra.
En el apartado de ropas, se añaden nuevos vestidos y caras.

### Opciones
- Permite llamar a un taxi y visitar un solar comunitario.
- Podemos comer fuera de casa, ya sea en un restaurante o perritos calientes en un puesto de comida.
- Nuevas interacciones, tales como dar un ramo de rosas o un diamante (comprándolos previamente).
- Se añade el inventario, que es como un bolsillo donde los sims guardan los regalos que compran en las tiendas.
- También hay algunos lugares en el centro que son playas.

- Datos: Q1991302